# 渋沢温泉 (福島県)
渋沢温泉（しぶさわおんせん）は福島県南会津郡檜枝岐村、尾瀬国立公園内にある温泉。
名称である渋沢については、近くに流れる沢の名称は正確には「しぼっさわ」と発音するため、「しぼっさわおんせん」と呼ばれることもある。

## 温泉街
山小屋1軒

## アクセス
尾瀬国立公園内を徒歩。最短ルートで登山口より約1時間。